# NGC 2347
NGC 2347 est une galaxie spirale située dans la constellation de la Girafe. NGC 2347  a été découverte par l'astronome germano-britannique William Herschel en 1788.

## Caractéristiques
Sa vitesse par rapport au fond diffus cosmologique est de 4 465 ± 4 km/s, ce qui correspond à une distance de Hubble de 65,9 ± 4,6 Mpc (∼215 millions d'al).
NGC 2347 est près de l'étoile SAO 14129.
À ce jour, une quinzaine de mesures non basées sur le décalage vers le rouge (redshift) donnent une distance de 66,060 ± 20,722 Mpc (∼215 millions d'al), ce qui est à l'intérieur des valeurs de la distance de Hubble.
La classe de luminosité de NGC 2347 est II et elle présente une large raie HI. Selon la base de données Simbad, NGC 2347 est une galaxie LINER, c'est-à-dire une galaxie dont le noyau présente un spectre d'émission caractérisé par de larges raies d'atomes faiblement ionisés.

## Supernova
La supernova SN 2001ee a été découverte dans NGC 2347 le 1er septembre 2001 par l'astronome amateur britannique Mark Armstrong. Cette supernova était de type II. 

## Groupe de NGC 2347
NGC 2347 est la plus grosse et la plus brillante d'un groupe de galaxies qui porte son nom. Le groupe de NGC 2347 compte au moins 8 membres, dont IC 2179. Les six autres galaxies du groupe sont les galaxies 3606, 3642, 3660, 3764, 3850 et 3886 du catalogue UGC.